# Шадрон
Шадрон (фр. Chadron) насеље је и општина у централној Француској у региону Оверња, у департману Горња Лоара која припада префектури Пиј ан Веле.
По подацима из 2011. године у општини је живело 268 становника, а густина насељености је износила 19,68 становника/km². Општина се простире на површини од 13,62 km². Налази се на средњој надморској висини од 785 метара (максималној 983 m, а минималној 667 m).

## Демографија
| 1962. | 1968. | 1975. | 1982. | 1990. | 1999. | 2011. |
| ----- | ----- | ----- | ----- | ----- | ----- | ----- |
| 259   | 291   | 216   | 205   | 204   | 207   | 268   |

График промене броја становника у току последњих година